# Бора Барух
Бора Барух (Београд, 19. новембар 1911 — Јајинци, код Београда, 4. јул 1942), сликар и правник и учесник Народноослободилачке борбе.

## Биографија
Рођен је у Београду 19. новембра 1911. године. Безбрижно детињство које је провео на дорћолској калдрми прекидају ратни дани 1914. године. Отац Илија затвара кројачку радњу и одлази са српском војском у рат, док мајка Булина са децом, Бором, Исидором и Јосифом, родитељима у бугарски град Видин. Дечаци су у Видину добили сестру Рашелу-Шелу и започели своје школовање у јеврејској основној школи. По завршетку Првог светског рата, 1918. године, враћају се у Београд, а на месту свог некадашњег дома налазе само велико згариште. Одлазак у Пожаревац био је привремени спас за породицу Барух где Бора 1921. године уписује први разред Државне реалне гимназије и открива своју љубав према сликарству. Ипак живот Барухових из дана у дан бива све тежи, рађају се још две девојчице, Симха-Соња и Берта-Бела. Како би прехранио породицу отац прихвата нови посао, што је значило и пресељење у Ниш. Борина жеља да учи сликарство не јењава и он највише времена проводи у свом импровизованом атељеу, а корисни и поуке које му даје професор сликања Прве нишке гимназије Моша Шоамовић.
Након положене велике матуре 1929. године Бора се вратио у готово потпуно заборављени родни Београд и уписао Правни факултет. Паралелно са студијама права, похађа сликарску школу Јована Бијелића (1932) и први пут јавно излаже радове 1933. године на Шестој јесењој изложби сликарских и вајарских радова београдских уметника. Године 1934. је дипломирао на Правном факултету, након завршених студија као млади адвокатски правник врло кратко је радио у струци, да би се у потпуности посветио ликовној уметности. Одлази у Париз (од 1935. до 1938. године) са стипендијом Јеврејске општине у Београду на студије сликарства. Тамо се осим уметности бави и револуционарним актвностима, постаје члан КПЈ и организатор Интернационалних бригада у Шпанском грађанском рату. Због тога је протеран из Француске у Југославију, где је често хапшен и злостављан, а 1940. године спроведен је у логор у Билећи. Након капитулације Краљевине Југославије заробљен је и одведен у логор у Смедереву, одакле је побегао у Први шумадијски, а затим се прикључио Космајском партизанском одреду. У ослобођеном Ужицу бавио се пропагандним радом. На повратку из Санџака ухватили су га четници, код Ваљева, а потом га предали Немцима. Био је затворен у Бањичком логору, а касније стрељан у Јајинцима 4. јула 1942. године.
У свету сликарства најпрепознатљивији је био по пејзажима, мртвим природама и портретима. Излагао је у Паризу, Лондону, Хагу, Београду и Загребу, а његова уља постхумно су представљена љубитељима уметности широм Југославије и Европе. Бора Барух је за собом оставио око 200 слика и готово исто толико цртежа од којих је велики број ушао у антологијске прегледе уметности у Југославији. Стваралаштво Боре Баруха се може поделити у три хронолошке целине на период од 1932. до одласка Баруха у Париз, затим његове године у Паризу од 1935. до 1938. и на други београдски период током кога је провео извесно време по затворима да би се по избијању рата обрео међу партизанима и пошто је заробљен окончао је живот пред стрељачким стројем.
Указом Председништва АВНОЈ-а постхумно је 6. јула 1945. одликован Орденом заслуга за народ првог реда.

## Сликарска група „Живот“
По повратку из Париза Бора Барух прилази групи „Живот“, коју између осталих чине Првослав Караматијевић, Ђорђе Андрејевић Кун, Мирко Кујачић, Радојица Живановић Ное, Данијел Озмо, Баја Бераковић и Винко Грдан, чији је циљ да окупи што већи број уметника на основама антифашистичког програма.

## Ретроспективна изложба
Године 2002. у Народном музеју приређена је његова ретроспективна изложба.

## Галерија
- Мртва природа (1938)
- Мртва природа (1939)
- Мотив из Херцег Новог, 1939
- Гробница породице Барух у Алеји народних хероја на Новом гробљу у Београду